# Calophasia naruensis
Calophasia naruensis är en fjärilsart som beskrevs av Arnold Spuler. Calophasia naruensis ingår i släktet Calophasia och familjen nattflyn. Inga underarter finns listade i Catalogue of Life.